# Vinson Cole
Pour les articles homonymes, voir Cole.
Vinson Cole,,, est un ténor américain né le 21 novembre 1950 à Kansas City.

## Discographie sélective
- Hector Berlioz, Requiem, Vinson Cole, ténor, Chœur du Festival de Tanglewood, BSO. Dir. Seiji Ozawa. CD RCA 1993